# Punta d'en Botifarra
La Punta d'en Botifarra és un cap de la costa de la Marenda del terme comunal de Portvendres, a la comarca del Rosselló (Catalunya del Nord). Està situat a la zona nord-oriental del terme de Portvendres, al nord-est de la Platja de Valentí.